# 埃尔薇拉·波塞克尔
埃尔薇拉·波塞克尔（德語：Elvira Possekel，1953年4月11日—），德国女子田径运动员，主攻短跑。她曾代表西德参加1976年夏季奥林匹克运动会田径比赛，获得女子4×100米接力银牌。